# Josef Maria Klumb
Josef Maria Klumb (* 1962 in Bingen am Rhein), auch bekannt unter dem Pseudonym Jay Kay, ist ein deutscher Musiker. Bekannt wurde er durch Musikprojekte wie Forthcoming Fire, Weissglut oder Von Thronstahl. Er wird vom Dokumentationsarchiv des österreichischen Widerstandes als rechtsextrem eingestuft.

## Biografie
In den 1980ern gründete Klumb die Punk-Band Aus-98, aus der Circle of Sig-Tiu hervorging. Diese Musikgruppen griffen auf nazistisch angehauchte Ästhetik zurück, was bei Punk-Bands dieser Zeit jedoch nicht ungewöhnlich war. So ähnelte das Z im Liedtitel Schwarze Raben auf der Aus-98-Single einer Wolfsangel und der Schriftzug der Band einem Symbol, das Ähnlichkeiten zum Hakenkreuz, aber auch zum Bandlogo der Anarcho-Punk-Formation Crass aufweist und auf den Jacken der Bandmitglieder zu finden war. Allerdings wurden Stücke der Band auf Punk- und Hardcore-Samplern eindeutig antifaschistisch eingestellter Labels veröffentlicht.
1988 löste Klumb Circle of Sig-Tiu auf und meldete sich 1990 mit der Musikgruppe Forthcoming Fire zurück. Durch einige Äußerungen Klumbs machte diese ab der Mitte der 1990er Jahre bundesweit Schlagzeilen und wurde auch vom Verfassungsschutz beobachtet, der sie mit der Dark-Wave-Szene in Verbindung brachte, von der sich die Band jedoch musikalisch bereits 1995 distanziert hatte. 1995 gründete er zusammen mit seinem Bruder Bernhard die Gruppe Von Thronstahl. Auch diese wird wegen ihrer Ästhetik, ihrer Bekenntnisse zu nationalistischem Gedankengut und martialischen Liedtiteln kritisiert. Klumbs Texte und andere Aussagen enthalten Verweise auf „Bilder von ‚dunklen Mächten‘, der ‚Hochfinanz‘ und dem ‚Zionismus‘“, eine Neue Weltordnung und andere Verschwörungstheorien.
Seine Aktivität als Musiker schließt auch die Projekte Weissglut und Preussak mit ein. Die Band Weissglut trennte sich 1999 von Klumb als Sänger und Texter „mit der Begründung, dass Josef Klumb die Anschuldigung, rechtsradikales Gedankengut zu vertreten, nicht ernsthaft habe entkräften können“. Darüber hinaus unterstützte er zusammen mit seinem Bandkollegen Raymond Plummer (ebenfalls bei Von Thronstahl und mit seinem Soloprojekt The Days of the Trumpet Call aktiv), die NSBM-Band Absurd bei der Vertonung des von Hendrik Möbus geschriebenen Liedes Sonnenritter, das auf der EP Asgardsrei erschien. Dabei gibt Klumb jedoch an, weder von der rechtsextremen Gesinnung Möbus’ noch von dem Mordfall von Sondershausen gewusst zu haben. Noch um 2000 gab Klumb jedoch gegenüber dem neonazistischen Fanzine Der Förderturm an, er sei „national und sozial eingestellt“, und selbst Claus Schenk Graf von Stauffenberg habe noch in seiner Zeit als Widerstandskämpfer gemeint, „dass die Ideen des Nationalsozialismus in Ordnung seien“.
2001 wirkte er bei dem Lied Sacred Divinity der Dark-Metal-Band Agathodaimon als Gastsänger mit.
Klumb veröffentlichte drei Gedichtbände und 1999 eine Autobiographie namens Leicht entflammbares Material, das vor allem seinen Werdegang als Künstler und seine diversen Scharmützel mit linken Personen und Gruppierungen thematisiert.
Seine Äußerungen über eine angeblich bestehende ‚zionistische Weltherrschaft‘ und seine Nähe zu Jan van Helsing und Kontakte zu rechtsextremen Kreisen machten ihn – aber auch seinen Verleger Werner Symanek (Inhaber des VAWS), dem Gleiches vorgeworfen wurde – in der Schwarzen Szene verdächtig, dass er diese mit nationalistischem und sozialdarwinistischem Gedankengut beeinflussen wolle. Einige antifaschistische Gruppen machten bei Vorträgen über rechtspolitische Tendenzen in der Schwarzen Szene auf Klumb aufmerksam und verhinderten auch einige Auftritte seiner Bands. Im Dokumentarfilm Vom Hirschkäfer zum Hakenkreuz (2001; Regie: Oliver Lammert u. Madeleine Dewald) kommen zu diesem Thema sowohl Klumb selbst als auch sein Kritiker Alfred Schobert zu Wort. Klumb wurde auch zeitweise vom Verfassungsschutz beobachtet.
Kritiker werfen Klumb vor, sich zu exponieren, in eine „Märtyrerrolle“ zu versteifen und „als Messias [zu] gebärden“. Bereits in den Begleittexten der 1988 veröffentlichten LP We Come With Love but Not for Peace zeigt sich eine Selbststilisierung Klumbs, ebenso darin, dass nicht offiziell zum Circle of Sig-Tiu, seiner damaligen Band, gehörende, aber auf den Alben mitspielende Musiker nur auf kleinen separaten Fotos gezeigt und nicht als Mitglieder aufgeführt wurden. In jüngerer Zeit beklagte er sich unter anderem in mehreren Webforen „darüber, von großen Teilen der Neofolkpresse ignoriert zu werden und vermutete, hinter diesem ‚Mechanismus‘ steckten unlautere Methoden. In diesen Texten geißelte er im Wesentlichen ‚Heuchelei‘. [...] Vielleicht hat das ‚tiefere Geheimnis‘ eines angeblichen VT-Totschweigens einfach was damit zu tun, dass man eben lieber Tonträger bespricht, die einen weniger peinlich berühren, zumal sachliche Negativrezensionen den Herr ja nicht weniger zu erzürnen scheinen“.
In einem Spiegel-Artikel vom 16. Februar 2009, der die Verbindung von Katholizismus und Rechtsextremismus behandelt, wird Von Thronstahl von den Autoren als „rechte Gothicband“ bezeichnet. Sie verweisen dabei auf die Verehrung, die Hans Milch von Seiten Klumbs widerfährt, der nach einem persönlichen Gespräch mit Milch zum Katholizismus übertrat und eine Predigt des umstrittenen Priesters unter dem Titel Pontifex solis vertonte. Klumb versuche, den „verstorbenen ‚hochwürdigsten Freund‘ unsterblich zu machen“. „‚Über das Katholische hinaus‘, heißt es auf der Thronstahl-Website unter ‚Ecclesia Militans‘, genieße der Priester großen Zuspruch in ‚unserer wehrhaften konservativ wie avantgardistischen Subkultur‘“.
2018 veröffentlichte Klumb zusammen mit seinem Bruder Bernhard unter dem Namen Svantaal – eine Anspielung auf die Bildhauerfamilie Schwanthaler – eine Single mit dem Titel Black Star Baby.

## Privates
Klumb hat eine erwachsene Tochter und lebt heute in München.

## Diskographie
mit Aus-98
- 1983: Alles fällt / Schwarze Raben (Single)

mit Circle of Sig-Tiu
- siehe Circle of Sig-Tiu#Diskografie

als Jay Kay
- And All Your Glamour Will Turn into Dust

mit Forthcoming Fire
- siehe Forthcoming Fire#Diskografie

mit Preussak
- 1998: Liebe Tanz und Tod (12"-Single)
- 2005: Werkschau

mit Unternehmen Dreizack
- 1998: Lüge wird Wahrheit, Frieden ist Krieg
- 2001: 1948

mit Von Thronstahl
- siehe Von Thronstahl#Diskografie

mit Weissglut
- 1998: Weissglut
- 1998: Etwas kommt in deine Welt
- 1998: Unschuldsengel (Single)

mit Absurd
- 1999: Asgardsrei (EP)

mit Agathodaimon
- 2001: Chapter III

## Veröffentlichungen

### Bücher
Autobiographie:
- Leicht entflammbares Material, Duisburg 2000, ISBN 3-927773-38-7.

Gedichtbände:
- Jenseits aller Welt und Zeit, St. Georgen 1989, ISBN 3-980150-91-7.
- Neue Lieder an die Nacht, St. Georgen 1997.
- Eisenzeit. Ungereimtes, Kommentare und Collagen zur Zeit 1994–2000, Duisburg 2003, ISBN 3-927773-37-9.

### Essays
- Kainsmal. In: Matzke, Peter u. Seeliger, Tobias: Gothic! Die Szene in Deutschland aus der Sicht ihrer Macher, Berlin 2000, ISBN 3-89602-332-2, S. 156–167.
- 30 Jahre Punk. Antifa-Gestapo & Neofolk-Punk. In: Strahlkraft – Propagandaorgan für Neofolk-Kultur, Berlin 2010, S. 12–22.[11]